# Eva Kotamanidu
Evanguelia «Eva» Kotamanidu (Nea Filadélfia, 1936 - 2020) va ser una de les actrius gregues més importants.

## Biografia
Va néixer l'any 1936 a Nea Filadélfia, on va créixer. Va estudiar interpretació al Teatre d'Art "Karolos Koun" amb els seus professors, Karolos Koun, Giorgos Lazani, Dimitris Hatzimarkos, Mario Ploritis, Andreas Peri, Grigori Vafia i altres. Va debutar en teatre amb To panigýri de Dimitris Kehaidis, en el paper de Marika.
Pel que fa al cinema, el 1975 va debutar amb l'emblemàtica pel·lícula de Theo Angelópulos O Thíassos,i va ser premiada per la seva actuació als Festivals de Cinema de Tessalònica i Johannesburg. Després va actuar a les pel·lícules d'Angelopoulos I kynighi (1977), O Megalexandros (1980), Topio stin omichli  (1988) i To Vlemma tu Odissea (1995) i Trilogia I: To Livadi pu dakrizi (2004).,
A la televisió va aparèixer en sèries seleccionades d'ERT: Leilasía mias zoís» (1978), «To fos tou Avgerinoú»(1980), «Paráxena elliniká diigímata» (1981), «O Patoúchas» (1984), «Pros Ofrýnio» (1984), «I fylí ton anthrópon» (1995) i «Choriká Ýdata» (1998)
A les eleccions legislatives de juny i de novembre de 1989 va ser elegida diputada pel districte segon d'Atenes per la coalició esquerrana Sinaspismós. Fou candidata novament per Esquerra Democràtica a les eleccions de maig i de juny de 2012.